# 张玉斌
张玉斌（1955年7月—），男，汉族，河北井陉人，中华人民共和国政治人物，曾任国有重点大型企业监事会主席。